# 利波沃农村居民点
利波沃农村居民点（俄语：Сельское поселение Липовское）是俄罗斯联邦沃洛格达州基里洛夫区所属的一个农村居民点。其下辖有29个居民点，行政中心为沃格涅马。据2015年统计，该农村居民点的人口为919人。